# Aquilegia incurvata
Aquilegia incurvata là một loài thực vật có hoa trong họ Mao lương. Loài này được P.K.Hsiao mô tả khoa học đầu tiên năm 1974.